# Partenza di Carlo per la Spagna vista dal mare
La Partenza di Carlo per la Spagna vista dal mare è un dipinto olio su tela di Antonio Joli, realizzato nel 1759 e conservato all'interno del Museo nazionale di Capodimonte, a Napoli.

## Storia e descrizione
Il dipinto è stato realizzato nel 1759 da Antonio Joli su espressa volontà della corte partenopea per immortalare la partenza di Carlo III da Napoli, a seguito della morte dei suoi due fratelli maggiori, quando diventa re di Spagna: si tratta di un evento che ebbe una notevole risonanza presso le corti europee, tanto che viene ritratto in numerose opere come quelle conservate al palazzo della Prefettura di Napoli, al Museo del Prado, al Kunsthistorisches Museum e all'ambasciata spagnola di Lisbona, andata perduta nel 1973; quella conservata nella sala 33 del Museo di Capodimonte, nella zona dell'Appartamente Reale della reggia di Capodimonte è stata realizzata in duplice copia ma con diverso punto di osservazione: uno dal mare, l'altro da terra.
Il dipinto presenta in primo piano la flotta reale in partenza dal porto di Napoli verso la Spagna, avvenuta il 7 ottobre 1759, mentre sullo sfondo è raffigurata la città di Napoli: il pittore utilizza il classico schema seicentesco di una località ripresa dal mare, definita a volo di uccello. Oltre alla veduta del porto, spicca Castel Sant'Elmo ed il colle sul quale è edificato ancora privo di urbanizzazione; particolare inoltre il colle sulla destra dove viene raffigurata la Reggia di Capodimonte: si tratta però di una visione non realistica, in quanto in quel periodo era stato realizzato solo il primo cortile del palazzo, mentre nella tela è ritratto quello che devova essere il progetto redatto da Giovanni Antonio Medrano.